# 拼圖殺人狂
拼圖殺人狂（英語：The Jigsaw Killer），本名約翰·克拉瑪（英語：John Kramer），是一名登場於《奪魂鋸》系列電影中的虛構角色，除了《死亡漩渦：奪魂鋸新遊戲》，該角色由美國演員托賓·貝爾飾演。

## 人物
約翰·克拉瑪本來是一位土木工程師，並從事房地產開發的工作。他的老婆吉兒·塔克正經營一間診所，他們也有一個還沒出生的兒子叫吉迪恩，生活是多麼的美好。但到了一天晚上，吉兒的其中一位病人西索·亞當斯向吉兒打劫，西索開門逃跑的時候不小心撞到吉兒的肚子令她流產。約翰知道后便受到很大的打擊，之後和吉兒離婚，並把自己封鎖在以兒子命名肉類工廠中，不敢面對現實。接著，他被診斷出有腦癌，覺得他的生命毫無價值，於是嘗試自殺，但是他沒有成功，才意識到生命的寶貴，並開始懲罰所有不懂得珍惜生命的敗類。
約翰會挑選並綁架這些不懂珍惜生命的人，讓他們參與約翰所謂的「遊戲」。他會在那之前觀察對象的生活，並在推斷目標人物的心理與思考模式後實施綁架，然後在自己設下的致死陷阱中埋藏著雙重、甚至三重的陷阱，但殺死目標並不是他最初的打算，約翰的真實目的是讓這些人理解生命的可貴，所以其製作的殺人機關都留有餘地（只要付出傷殘或重傷的代價就可以脫離殺人機關，少數遊戲必須殺害其他人），只有正確理解到約翰意圖的人才能逃出。

## 學徒
約翰在處罰那些不懂得珍惜生命的人，或是讓自己腦癌日益嚴重、難以救治的人時，他會將部分成功通過他的處罰的人吸收成自己的學徒。這是因為他自知壽命將盡，但他的「事業」需要一個或多個繼承者來延續。不過他也做好了防範措施，當學徒不按照他的「規則」行事，另一批通過遊戲的倖存者或是他的「信徒」則會出動，將不守導師信則的學徒給除掉。

### 已知學徒名單
- 亞曼達·楊（英语：Amanda Young）（死亡）
- 馬克·霍夫曼（英语：Mark Hoffman）（死亡）
- 羅根·奈森（存活）
- 勞倫斯·高登（存活）

## 反響
該角已在影評界及觀眾間獲得普遍好評。2015年，《帝國》雜誌將拼圖殺人狂列入「百大最偉大的電影人物」名單中的第30名。

### 脚注
1. ↑  拼圖殺人狂只登場照片中，角色並未回歸。

### 出典
1. ↑  Squires, John. . Bloody Disgusting. 2017-03-02  [March 2, 2017]. （原始内容存档于2020-11-12）.
2. ↑  Empire, Team. . Empire. 2015-06-29  [2017-07-26].